# Chlorops angustifrons
Chlorops angustifrons är en tvåvingeart som beskrevs av Becker 1910. Chlorops angustifrons ingår i släktet Chlorops och familjen fritflugor. Inga underarter finns listade i Catalogue of Life.